# Wallum

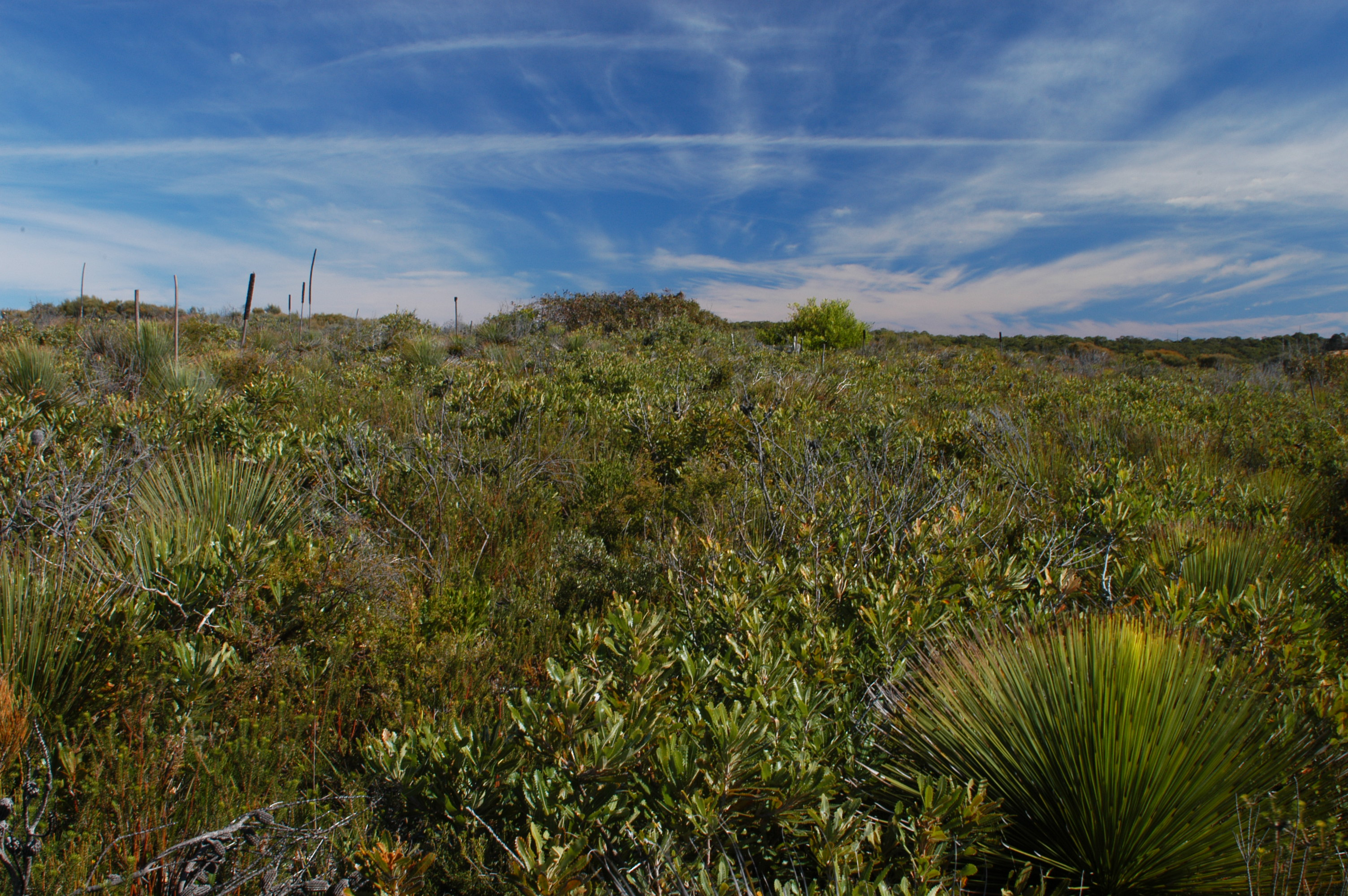
Ökosystem Wallum an der Küste Queenslands

Das Wallum ist eine australische Heidelandschaft, typisch für den Südosten der Küste von Queensland. Die nassen, sauren und nährstoffarmen Böden sind aus reinem Sand auf wasserundurchlässigem Sandstein. Die Vegetation des Wallums ist selten höher als einen Meter und reich an Orchideen, Sonnentauen, Wasserschläuchen und Stylidium. In dem Ökosystem des Wallum leben speziell angepasste Tierarten, wie der Erdsittich, der Frosch Crinia tinnula, die Australischen Laubfrösche Litoria freycineti und Litoria olongburensis oder die Regenbogenfischverwandten Rhadinocentrus ornatus und Pseudomugil mellis.
Die Wallums unterliegen extremem Siedlungsdruck durch den Menschen. Sie stellen ein bevorzugtes Bauland dar und sind daher bedroht.